# Фридланд, Михаил Осипович
Михаил Осипович Фридланд (1888, Астрахань — 13 ноября 1967, Москва) — советский учёный-медик в области ортопедии и травматологии, автор первого учебника по ортопедии на русском языке.

## Биография
Родился в 1888 году в Астрахани, где в 1906 году окончил Первую мужскую гимназию. В 1911 году закончил медицинский факультет Казанского государственного медицинского университета. Участник Первой Мировой войны в качестве военного полевого врача. С 1920 года заведующий кафедрой ортопедии Института усовершенствования врачей. В 1921 году защитил докторскую диссертацию «О патологии двухстороннего пневмоторакса», профессор с 1924. С 1937 по 1953 год заведующий кафедрой травматологии и ортопедии Центрального института усовершенствования врачей (ныне Российской медицинской академии непрерывного профессионального образования). Умер в 1967 в Москве.

## Научная деятельность
Автор свыше 200 научных работ по хирургии, травматологии и костному туберкулёзу. Он разработал методы артродеза плечевого и голеностопного суставов и операции по поводу первичного вывиха надколенника и плеча, способы спиртовой новокаиновой блокады при заболеваниях и травмах мышечного аппарата, проводил искусственную декальцинацию костей при лечении хронических болезней. Основатель казанской школы травматологии и ортопедии.

## Семья
Жена — Софья Михайловна Фридланд (урождённая Ерман). Дочь — Елена Михайловна Морозова (1921—1998), врач.

## Награды
- Заслуженный деятель науки РСФСР (1945),
- Орден «Знак Почёта».